# Magdeburg Hauptbahnhof
Magdeburg Hauptbahnhof – główny dworzec kolejowy w Magdeburgu, w kraju związkowym Saksonia-Anhalt, w Niemczech.
| Magdeburg Hauptbahnhof             |
| Linia Berlin – Poczdam – Magdeburg |
| Magdeburg Neustadt                 |

| Magdeburg Hauptbahnhof      |  |                    |
| Linia Brunszwik – Magdeburg |  |                    |
| Magdeburg-Sudenburg         |  | Magdeburg Neustadt |